# بييترو بوزيلي
بييترو بوزيلي (بالإيطالية: Pietro Boselli، مواليد 12 مارس 1988 في نيغرار، إيطاليا) عارض إيطالي ومحاضر سابق لمادة الرياضيات في كلية لندن الجامعية.

## نشأته
ولد بوزيلي في نيغرار، إيطاليا في 12 مارس 1988

## سيرة ذاتية

### بداياته
أُكتشف بوزيلي في السادسة من عمره من قبل مستكشف محلي وبدأ في الإستعراض لصالح أرماني جونيور. لاحقًا ذهب لدراسة الهندسة الميكانيكيةفي كلية لندن الجامعية، حيث تخرّج بشهادة بكاليوريس مع مرتبة الشرف في الهندسة سنة 2010 ومن ثم تحصل على الدكتوراة في الفلسفة عام 2014. خلال سنته الأخيرة من دراسته للدكتوراة، حاضَرَ بوزيلي في الرياضيات لطلبة الهندسة الميكانيكية. في يناير 2014، قام أحد الطلاب بالتقاط صورة له أثناء المحاضرة ووضعها إلى جوار صورة أخرى له أثناء مهنته في الإستعراض؛ وقام بنشرها كملاحظة في حسابه على الفيسبوك حيث أصبح في وقتٍ لاحق ميم إنترنت. بعد شُهرة المنشور، وقعَّ بوزيلي مع وكالة عارضي الأزياء البريطانية موديلز 1. ومنذ ذلك الحين أطلق عليه اسم “أكثر مدرس رياضيات جاذبية بالعالم”.

### مسيرته المهنية
شوهد بوزيلي في حملات عروض أزياء أميركية لمتاجر الملابس بالتجزئة أبركرومبي أند فيتش ونادي اللياقة البدنيّة إيكوانكس. كما ظهر ممددًا في النسخة الصينية من مجلة جي كيو ستايل وظهر على غلاف مجلة اتيتيود. تحدث بوزيلي عن تجاربه مع تشييئه جنسيًا، حيث كان التأثير السلبي على مسيرته الأكاديمية، الاعتداءات الجنسية من قبل النساء والمعاملة غير العادلة المماثلة بسبب نوعه الجنسي.

## روابط خارجية
- بييترو بوزيلي على موقع IMDb (الإنجليزية)